# Тимановский, Николай Степанович
Никола́й Степа́нович Тимано́вский (16 (28) августа 1885 — 31 декабря 1919, Ростов-на-Дону) — военный деятель Русской императорской армии, генерал-лейтенант, участник Русско-японской войны, Первой мировой и гражданской войн. Активный участник Белого движения на Юге России. Участник Первого и Второго Кубанского походов, командир 1-го офицерского генерала Маркова полка. Кавалер ордена Святого Георгия 4-й степени и Георгиевского оружия.

## Биография

### Юность
Родился 16 (28) августа 1885 года в Виленской губернии. Из крестьян. Окончил шесть классов Второй Санкт-Петербургской гимназии.
В военной службе с 1 октября 1902 года — образование в 6 классов гимназии позволяло поступить в армию вольноопределяющимся. По одной из версий, перед началом Русско-японской войны служил вольноопределяющимся в одном из полков 37-й пехотной дивизии в Санкт-Петербургской губернии, из которой в начале 1904 года был выделен личный состав для формирования 11-й и 12-й рот 1-го Восточно-Сибирского стрелкового полка. Тимановский добровольцем записался в формирующуюся 11-ю роту. Прибыл на театр военных действий Русско-японской войны в Маньчжурию 17—18 марта 1904 года. Был тяжело ранен под Мукденом, из-за чего стал хромать и ходить с палочкой.
2 сентября 1904 года Тимановскому присвоен чин зауряд-прапорщика.
За боевые отличия в боях против японцев был награждён Знаками отличия Военного ордена.
В списках Капитула Российских императорских и царских орденов за Тимановским записано три Знака отличия Военного ордена:
4-й степени за № 101485, 1-го Восточно-Сибирского стрелкового полка, старшему унтер-офицеру 11-й роты Николаю Тимановскому за мужество и храбрость, оказанные им в бою с японцами 13—25 августа 1904 г. под Ляояном.
4-й степени за № 122731, того же полка и роты зауряд-прапорщику Николаю Тимановскому за выказанное отличие, мужество и храбрость за время боев 12—16 января 1905 г.
3-й степени за № 20108, того же полка и роты зауряд-прапорщику Николаю Тимановскому за мужество и храбрость, оказанные им в боях с японцами в январе 1905 г.
О награждении первым крестом было объявлено в приказе Главнокомандующего всеми сухопутными и морскими вооруженными силами, действующими против Японии, от 27 ноября 1904 года, а второй крест 4-й степени был заменён на 3-ю степень (о чем свидетельствует сходство описаний отличия).
В бою под Мукденом Н. С. Тимановский получил тяжелую травму позвоночника (либо контузию, либо ранение с причислением ко 2-му классу Александровского комитета о раненых), следствием которой стала частичная потеря функций ног, что в дальнейшем вынуждало Тимановского ходить, опираясь на палку.
24 декабря 1904 года произведён в чин прапорщика запаса (утверждение производства высочайшим приказом состоялось 2 ноября 1906 года). Подпоручик с 5 ноября 1906 года (старшинство с 21 февраля 1905 года). Оба производства совершены «за отличия в делах против японцев».
Награждён орденом Святой Анны 4-й степени с надписью «За храбрость» 16 апреля 1906 года, орденом Святого Станислава 3-й степени с мечами и бантом 21 января 1907 года.
С 1 января 1908 года Н. С. Тимановский был прикомандирован к Одесскому пехотному юнкерскому училищу. Вероятно, прослушал курс училища в 1908—1909 годах, выпустившись из него по 1-му разряду.
8 января 1910 года переведён в 13-й стрелковый полк. С 20 января 1910 года — начальник команды разведчиков 13-го стрелкового полка. Поручик с 25 ноября 1911 года (старшинство с 21 февраля 1911 года). Награждён орденом Святой Анны 3-й степени 5 марта 1913 года.

### Первая мировая война
С 1914 года — участник Первой мировой войны в составе 13-го стрелкового полка 4-й («Железной») стрелковой бригады генерала Деникина. Командир 3-й роты.
Особо отличился в бою 27 августа 1914 года, в котором был ранен. В представлении на награждение орденом Святого Георгия 4-й степени командир 13-го стрелкового полка генерал-майор С. Л. Марков указывал: «Младший офицер вверенного мне полка поручик Тимановский в боях 26 и 27 августа личным примером мужества и храбрости поддерживал стойкость роты под сильным и действительным огнем противника. Вечером 27 августа, во время ночной атаки противника под дер. Румно со взводом стрелков… бросился в штыки на австрийцев. Зарвавшись вперёд, он был один окружён австрийцами и, отбиваясь от них шашкой и револьвером, получил 2 раны, из коих одну штыковую, упал без чувств и был вынесен с поля боя стрелками».
За доблесть, проявленную в боях, 13 января 1915 года награждён орденом Святого Георгия 4-й степени.
За бои с 17 января по 2 февраля 1915 года был представлен к награждению орденом Святого Станислава 2-й степени с мечами.
«В бою 16 февраля 1915 г. у Творильни, командуя ротой, всюду сам успевал, бросаясь лично в штыки, отбил 4 атаки противника на высоте 618; перейдя в решительную контратаку, прекратил этим дальнейшие атаки, причём забрал в плен 1 офицера и около 50 нижних чинов». За эту атаку 10 ноября 1915 года Тимановский был пожалован Георгиевским оружием.
За храбрость получил от солдат уважительное прозвище «Железный Степаныч».
15 июня 1915 года штабс-капитан Тимановский вступил во временное командование 2-м батальоном 13-го стрелкового полка. 26 июля 1915 года возглавил команду разведчиков полка.
В сентябре 1915 года вторично ранен.
21 октября 1915 года за отличия в делах против неприятеля произведён в чин капитана (старшинство от 21.06.1915). 2 апреля 1916 года за боевые отличия произведён в подполковники со старшинством 26 ноября 1915 года.
Участник Брусиловского (Луцкого) прорыва в 1916 году.

На моем наблюдательном пункте большое оживление — много «гостей», инспектор артиллерии фронта, ген. Дельвиг, некоторые чины штабов фронта и армии, иностранные военные агенты — свидетельство особого доверия к Железной дивизии… Картина незабываемая!… Вдруг далеко впереди за первой полосой показались редкие цепи наших стрелков — такие, казалось, одинокие и затерянные… Под сильным огнём австрийской артиллерии они шли на вторую полосу; вел их подполковник 13-го полка Тимановский — один из храбрейших железных стрелков, знаменитый «Степаныч», впоследствии — начальник Марковской дивизии. Шёл в открытую, опираясь на палку — в атаку он всегда ходил без оружия, — не спеша, останавливаясь, подзывая кого-то рукой. Появление этого батальона произвело большое впечатление на «гостей» наблюдательного пункта; они высыпали на открытый холм, чтобы лучше видеть, а наиболее экспансивный из них, итальянский военный агент, подполковник Марсенго, хлопая в ладоши, надрывая грудь, кричал: — Браво, браво!…— Деникин А. И. Железная дивизия в Луцком прорыве.
После тяжелого ранения назначен командиром Георгиевского батальона, сформированного при Ставке Верховного Главнокомандующего в Могилёве. 4 ноября 1916 года произведён в чин полковника (старшинство от 23.05.1916).

### Февральская революция
В феврале 1917 года батальон под командованием Тимановского в составе экспедиции генерала Иванова был отправлен на подавление беспорядков в Петроград, однако застрял на станции Вырица и позже вернулся обратно в Могилев.
Осенью 1917 года Георгиевский батальон под командованием полковника Тимановского был назначен для охраны так называемых «быховских узников» — участников августовского Корниловского мятежа. Среди арестованных генералов и офицеров вместе с бывшим Верховным Главнокомандующим генералом Корниловым находились генералы Деникин, Лукомский, Романовский, Марков и другие. Деникин впоследствии вспоминал, что Тимановский, будучи лично глубоко предан и корниловскому делу, и лично арестованным генералам, тяготился своим положением, «терпел, мучился и ждал… чтобы освободиться самому от нестерпимой жизни в развращенный среде георгиевских солдат».

### Гражданская война

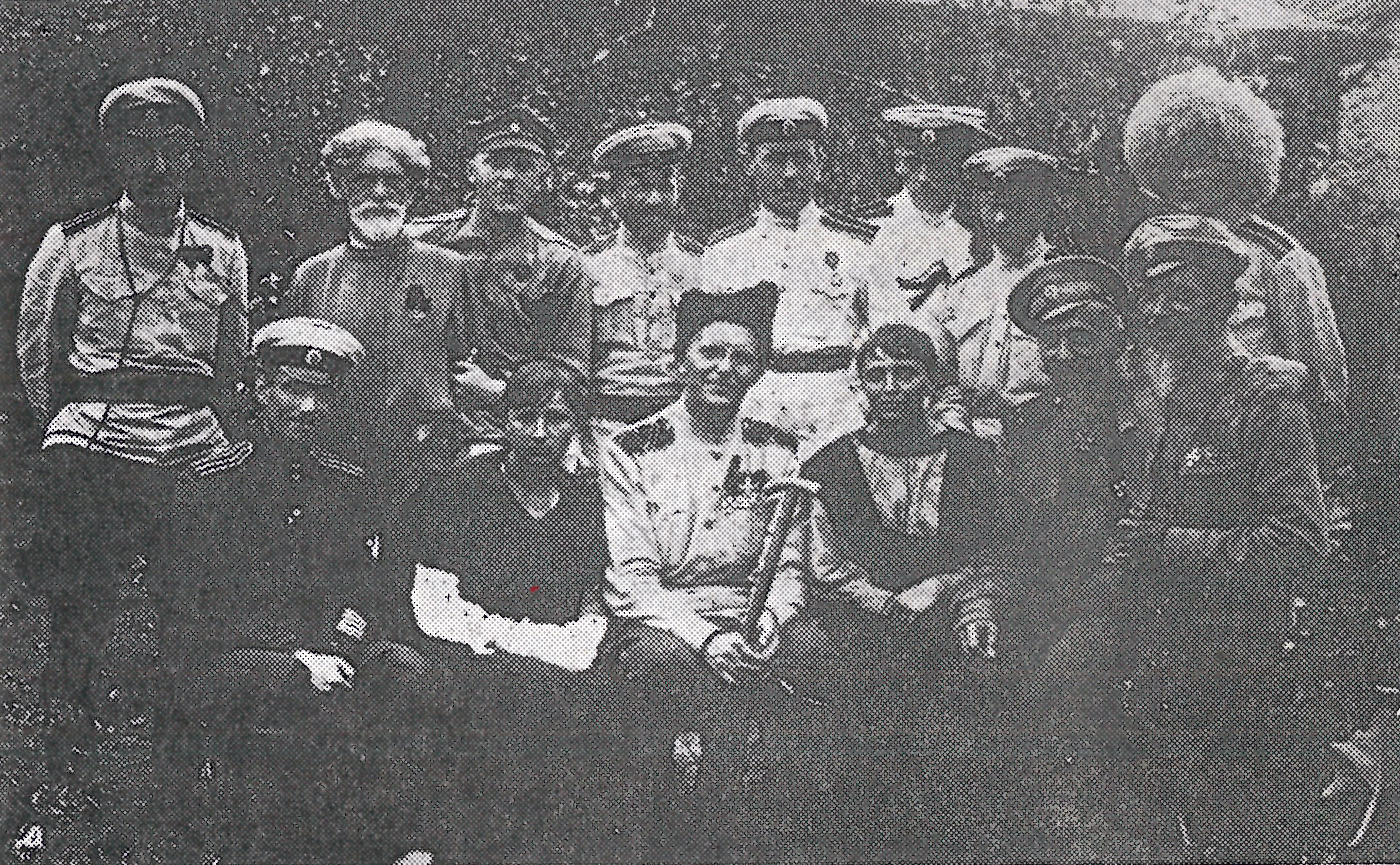
Стоят слева направо: капитан Образцов, священник 1-го Марковского полка Недельский А.Ф., доктор Ревякин, полковник Докукин и офицеры штаба 1-го полка. Сидят: полковник Блейш, с. м. Ольга Елисеева, генерал Тимановский, с. м. Наталия Бакитько, генерал Третьяков и полковник Слоновский

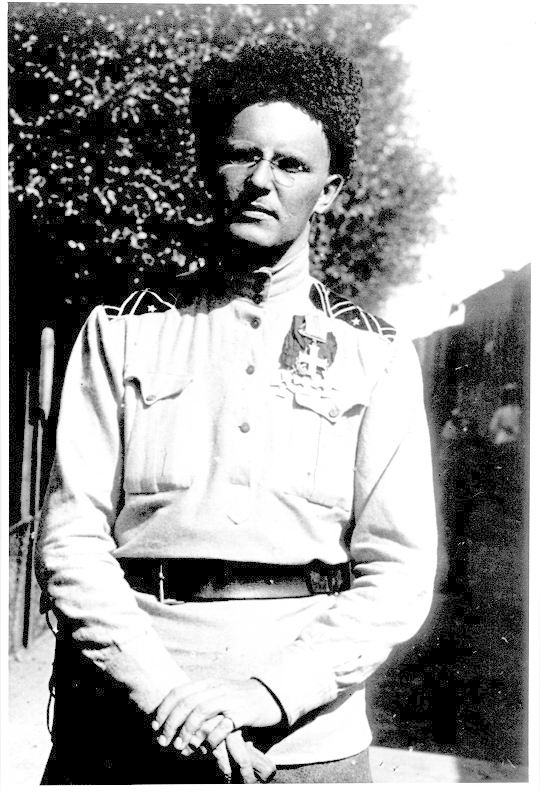
Генерал-майор Тимановский Н.С. 1919 год.

- В декабре 1917 года одним из первых прибыл в Добровольческую Армию, где был назначен командиром роты офицерского батальона, а с 12 февраля 1918 года — помощником командира Сводно-офицерского, будущего Марковского полка. Участник 1-го Кубанского (Ледяного) похода.
- 7 января 1918 года был одним из свидетелей на венчании генерала Антона Ивановича Деникина и Ксении Васильевны Деникиной (в девичестве Чиж).
- С марта 1918 года — начальник штаба 1-й отдельной пехотной бригады Добровольческой армии.
- С 27 мая 1918 года — командир офицерского, позднее — 1-го Офицерского  генерала Маркова полка. Участник 2-го Кубанского похода.
- 12 ноября 1918 года произведён в генерал-майоры и назначен командиром 1-й бригады 1-й пехотной дивизии[11].
- 19 ноября 1918 года — ранен в боях в Ставропольской губернии.
- В начале 1919 года направлен Деникиным в Одессу, чтобы вступить в командование отрядом добровольцев, сформированным на месте генералом Гришиным-Алмазовым из частей 3-го и 1-го корпусов армии гетмана Скоропадского. С 21.01.1919 года — начальник Сводной бригады Русской Добровольческой армии в Одессе (с 27.01.1919 — Отдельная Одесская стрелковая бригада).

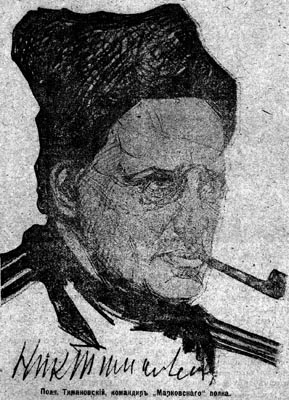
Полковник Н. С. Тимановский, командир Марковского полка. Портрет в газете «Донская волна». 1918 г.

- Март 1919 года — несмотря на запрещение французских оккупационных властей Тимановский объявляет мобилизацию офицеров и формирует 6-тысячную отдельную Одесскую стрелковую бригаду, которой союзное командование поручает держать оборону против наступающих большевиков от побережья Чёрного моря в районе Очакова до линии железной дороги Одесса — Николаев. Бригада Тимановского стойко отражала атаки большевистских сил, в то время как расположенные севернее её части союзников, разложенные большевистской пропагандой, отступали при малейшем натиске красных[12].

- 20 марта 1919 года в связи с внезапной эвакуацией французских войск из Одессы бригаде генерала Тимановского было отказано в погрузке на суда командующим генералом д’Ансельмом; бригада двинулась в Бессарабию, занятую румынскими войсками.

В Тульче французский командующий генерал Бертело приказал румынским войскам разоружить бригаду, на что генерал Тимановский пригрозил открытием огня и не допустил этого. Бригада погрузилась на станции Бугаз на суда (бригада была вынуждена оставить все тяжёлое вооружение) и в 20-х числах апреля прибыла в Новороссийск .
Перед отплытием генерал Тимановский направил письмо генералу д’Ансельму, в котором он, в частности, писал:

Исполняя все Ваши приказания по приказу генерала Деникина, я никогда не мог предполагать тех незаслуженных оскорблений и унижений, которые выпали на меня и на подчиненные мне части. Неужели только за то, что Добровольческая армия одна осталась верной союзникам?…
- С 18 мая по 13 июня 1919 года — начальник развёрнутой из Одесской бригады 7-й пехотной бригады и развёрнутой на ее основе 7-й пехотной дивизии. Утвердил инструкцию по ведению боевых действий в гражданской войне, в которой призывал сберегать офицерский и добровольческий личный состав, вести наступательные действия даже в меньшинстве, взаимодействовать всем родам войск, при этом не жалеть мобилизованных и бывших пленных красноармейцев, поставленных в строй белых частей[13].
- 2 июня 1919 года — принял в Купянске от генерала Колосовского 1-ю пехотную дивизию Добровольческой армии. После её разделения в Орле на Корниловскую и Марковскую дивизии 10 ноября был назначен начальником Офицерской генерала Маркова дивизии.
- Летом 1919 года произведён в чин генерал-лейтенанта.
- 20 сентября 1919 года вместе с корниловцами успешно овладел Курском. По прибытии в Курск командира 1-го армейского корпуса А.П. Кутепова, Тимановский получил от него выговор за своеволие, поскольку он отдал приказ своей дивизии о наступлении под свою ответственность. Деникин, однако, полностью встал на сторону Тимановского.
- В ходе наступления белых на Орел осенью 1919 года его части заняли город Ливны. Вскоре был вынужден оставить его после контрнаступления красных.

Н. С. Тимановский скончался от сыпного тифа 18 декабря 1919 года в Ростове-на-Дону (у Волкова на станции Чернухин Херсонской губернии). Отпет и похоронен в усыпальнице Екатерининского собора в Екатеринодаре. Согласно записи в метрической книге собора погребение было совершено на городском Всех-святском кладбище.

## Награды
- Георгиевский крест 4-й степени (1904)
- Георгиевский крест 3-й степени (1904)
- Орден Святой Анны 4-й степени «За храбрость» (ВП 19.04.1906)
- Орден Святого Станислава 3-й степени с мечами и бантом (ВП 21.01.1907)
- Орден Святой Анны 3-й степени (ВП 05.03.1913)
- Орден Святого Георгия 4-й степени (ВП 13.01.1915)
- Орден Святого Владимира 4-й степени с мечами и бантом (ВП 11.02.1915)
- Георгиевское оружие (ВП 10.11.1915)
- Знак 1-го Кубанского (Ледяного) похода
- Британский Военный крест (1919)